# Копальня у Ал-Гаїл
Копальня у Ал-Гаїл (Al Ghail) – гірничодобувне підприємство в еміраті Рас-ель-Хейма.
Копальня належить компанії Stevin Rock, яка була заснована в 1970-х інвестором з Нідерландів, а в 1996-му придбана правителем емірату Рас-ель-Хейма (з 2004-го належить державній інституції Investment and Development Office).
Копальня видобуває:
- вапняк білого кольору, одним з напрямків використання якого є виробництво білого піску для курортів;
- доломіти високої якості, споживачами яких виступають металургійні підприємства Індії. 
Загальні запаси родовища оцінюються у 1 млрд тон, при цьому річна потужність копальні становить 17,5 (за деякими даними – навіть 20) млн тон. В 2021-му фактичний видобуток склав 13,7 млн тон, що було третім показником серед копалень Об'єднаних Арабських Еміратів.
Вивіз продукції традиційно здійснюється автотранспортом. Втім, у 2021 році уклали угоду з оператором національної залізниці Etihad Rail щодо перевезень 3,5 млн тон на рік. Це потребуватиме формування 500 потягів та дозволить зменшити кількість автомобільних рейсів на 100 тисяч.